# Yasser Arafat
Mohammed Yasser Abdel Rahman Abdel Raouf Arafat al-Qudwa al-Husseini, også kendt som Abu Amar (ابو عمار), men nok bedst kendt som Yasser Arafat (født 24. august 1929, død 11. november 2004). Han var fra 1994 leder af Det palæstinensiske selvstyre. Han var formand for PLO (Palestine Liberation Organization) fra 1969 og leder af al-Fatah, den største fraktion inden for PLO.

## Opvækst og karriere
Arafat fik navnet Mohammed – men blev kaldt Yasser eller Abu Ammar. Hans fødested er omdiskuteret. Både Jerusalem, Cairo og Gaza har været nævnt. Arafat uddannede sig som ingeniør i Cairo, blev reserveofficer i den egyptiske hær under Suez-krigen i 1956 og arbejdede senere som ingeniør i Kuwait.
Arafat var formand for den palæstinensiske organisation PLO, præsident for det nationale palæstinensiske selvstyre og leder af det sekulære politiske parti Fatah, som han grundlagde i 1959. Han brugte en stor del af sit liv på at kæmpe mod Israel og for palæstinensisk selvstyre. Oprindelig var han modstander af Israels eksistens, men  accepterede FNs sikkerhedsråds resolution 242 i 1988.
Arafat støttede åbenlyst Iraks diktator Saddam Hussein under Golfkrigen i 1991, hvor Irak invaderede nabolandet Kuwait.
I den forbindelse viste tv billeder af Arafat og Saddam Hussein, der kærligt omfavner og kysser hinanden – et almindeligt syn i Mellemøsten. 
Man ved kun lidt om Arafats privatliv, men i 1991 giftede han sig som 62-årig hemmeligt med den 28 årige journalist Suha Tawil. Hun fødte i 1995 datteren Zahwa Arafat.
Yasser Arafat, Shimon Peres (Israel) og Yitzhak Rabin (Israel) modtog Nobels Fredspris i 1994.
Arafat døde 11. november 2004 på et militærhospital i Paris efter nogen tids sygdom. Ingen kender med sikkerhed dødsårsagen. Der har været spekuleret i AIDS eller forgiftning, men der er ikke foretaget obduktion. Arafat blev bisat dagen efter sin død i Muqata'en – hovedkvarteret, hvor Israel havde sat ham i husarrest de sidste næsten tre år. 
Den 10. juli 2012 udtalte den tidligere palæstinensiske efterretningschef Taufik Tirawi, at Arafat blev giftmyrdet af en palæstinenser for Israel. Taufik Tirawi leder et team, som efterforsker Arafats død. Et laboratorium i Schweiz har fundet radioaktivt stof på Arafats underbukser.
Suha Daoud Arafat (tidligere Suha Tawil) var Yasser Arafats kone. Efter Jasminrevolutionen fik hun frataget sit tunesiske statsborgerskab og lever nu på Malta. Hun og Leila Trabelsi, Zine El Abidine Ben Alis hustru, er sammen med en række andre med nær tilknytning til Arafat internationalt eftersøgt for at have tilranet sig formuer.